# Philippa Marrack
Philippa Marrack FRS (Ewell, 28 de junho de 1945) é uma biologista estadunidense.

## Publicações selecionadas
- J.W. Kappler, M. Roehm, P. Marrack, "T cell tolerance by clonal elimination in the thymus," Cell, v.49, n.2, pp. 273–80 (1987)
- P. Marrack and J. Kappler, "The Staphylococcal Enterotoxins and Their Relatives," Science, v.248 (4956), pp. 705–11 (1990).
- J.W. Kappler, U. Staerz, J. White, P.C. Marrack, "Self-Tolerance Eliminates T Cells Specific for MIS-Modified Products of the Major Histocompatibility Complex," Nature, 332 (6159): pp. 35–40 (1988).
- J. White, et al. (P.C. Marrack), "The V(beta)-specific superantigen staphylococcal enterotoxin B: Stimulation of mature T cells and clonal deletions in neonatal mice," Cell, v.56, n.1, pp. 27–35 (1989).

## Condecorações
- 1987 - Fellow da Royal Society
- 1989 - membro da Academia Nacional de Ciências dos Estados Unidos
- 1993 - Prêmio Paul Ehrlich e Ludwig Darmstaedter
- 1994 - Prêmio Louisa Gross Horwitz (Columbia University)
- 2004 - Prêmios L'Oréal-UNESCO para mulheres em ciência
- 2005 - Prêmio Pearl Meister Greengard[2]
- 2015 - Prêmio Wolf de Medicina